# Dancé (Loira)
Dancé és un municipi francès situat al departament del Loira i a la regió d'Alvèrnia-Roine-Alps. L'any 2007 tenia 144 habitants.

## Demografia

### Població
El 2007 la població de fet de Dancé era de 144 persones. Hi havia 62 famílies de les quals 12 eren unipersonals (4 homes vivint sols i 8 dones vivint soles), 25 parelles sense fills i 25 parelles amb fills.
La població ha evolucionat segons el següent gràfic:
Habitants censats

### Habitatges
El 2007 hi havia 93 habitatges, 60 eren l'habitatge principal de la família, 20 eren segones residències i 12 estaven desocupats. 82 eren cases i 9 eren apartaments. Dels 60 habitatges principals, 46 estaven ocupats pels seus propietaris, 10 estaven llogats i ocupats pels llogaters i 4 estaven cedits a títol gratuït; 2 tenien una cambra, 3 en tenien dues, 7 en tenien tres, 12 en tenien quatre i 36 en tenien cinc o més. 54 habitatges disposaven pel capbaix d'una plaça de pàrquing. A 23 habitatges hi havia un automòbil i a 34 n'hi havia dos o més.

### Piràmide de població
La piràmide de població per edats i sexe el 2009 era:
| Homes | Edats   | Dones |
| ----- | ------- | ----- |
| 0     | 95 o +  | 0     |
| 0     | 90 a 94 | 0     |
| 0     | 85 a 89 | 4     |
| 4     | 80 a 84 | 0     |
| 0     | 75 a 79 | 4     |
| 4     | 70 a 74 | 12    |
| 0     | 65 a 69 | 0     |
| 0     | 60 a 64 | 0     |
| 4     | 55 a 59 | 8     |
| 8     | 50 a 54 | 0     |
| 8     | 45 a 49 | 4     |
| 8     | 40 a 44 | 4     |
| 0     | 35 a 39 | 4     |
| 0     | 30 a 34 | 0     |
| 0     | 25 a 29 | 0     |
| 4     | 20 a 24 | 4     |
| 8     | 15 a 19 | 12    |
| 4     | 10 a 14 | 4     |
| 4     | 5 a 9   | 4     |
| 0     | 0 a 4   | 0     |

## Economia
El 2007 la població en edat de treballar era de 102 persones, 87 eren actives i 15 eren inactives. De les 87 persones actives 81 estaven ocupades (48 homes i 33 dones) i 6 estaven aturades (3 homes i 3 dones). De les 15 persones inactives 7 estaven jubilades, 3 estaven estudiant i 5 estaven classificades com a «altres inactius».

### Ingressos
El 2009 a Dancé hi havia 59 unitats fiscals que integraven 153 persones, la mediana anual d'ingressos fiscals per persona era de 15.499 €.

### Activitats econòmiques
Dels 3 establiments que hi havia el 2007, 1 era d'una empresa de fabricació d'altres productes industrials, 1 d'una empresa de construcció i 1 d'una empresa de serveis.
L'únic servei als particulars que hi havia el 2009 era un paleta.
L'any 2000 a Dancé hi havia 13 explotacions agrícoles que ocupaven un total de 500 hectàrees.

## Poblacions més properes
El següent diagrama mostra les poblacions més properes.